# Książę Sutherland

## Informacje ogólne
- Dodatkowymi tytułami księcia Sutherland są:
  - markiz Stafford
  - hrabia Gower
  - hrabia Ellesmere
  - wicehrabia Trentham
  - wicehrabia Brackley
  - baron Gower
  - baronet Sittenham
- Najstarszy syn księcia Sutherland nosi tytuł markiza Stafford
- Najstarszy syn markiza Stafford nosi tytuł hrabiego Gower
- Najstarszy syn hrabiego Gower nosi tytuł wicehrabiego Trentham
- Rodowymi siedzibami książąt Sutherland są Lilleshall Hall, Trentham Hall, Dunrobin Castle i Cliveden

Baroneci Sittenham 1. kreacji
- 1620–1665: Thomas Gower, 1. baronet
- 1665–1672: Thomas Gower, 2. baronet
- 1672–1689: Thomas Gower, 3. baronet
- 1689–1691: William Leveson-Gower, 4. baronet
- 1691–1709: John Leveson-Gower, 5. baronet

Baronowie Gower 1. kreacji (parostwo Szkocji)
- 1703–1709: John Leveson-Gower, 1. baron Gower
- 1709–1754: John Leveson-Gower, 2. baron Gower

Hrabiowie Gower 1. kreacji (parostwo Wielkiej Brytanii)
- 1746–1754: John Leveson-Gower, 1. hrabia Gower
- 1754–1803: Granville Leveson-Gower, 2. hrabia Gower

Markizowie Stafford 1. kreacji (parostwo Wielkiej Brytanii)
- 1786–1803: Granville Leveson-Gower, 1. markiz Stafford
- 1803–1833: George Granville Leveson-Gower, 2. markiz Stafford

Książęta Sutherland 1. kreacji (parostwo Zjednoczonego Królestwa)
- 1833–1833: George Granville Leveson-Gower, 1. książę Sutherland
- 1833–1861: George Granville Sutherland-Leveson-Gower, 2. książę Sutherland
- 1861–1892: George Granville William Sutherland-Leveson-Gower, 3. książę Sutherland
- 1892–1913: Cromartie Sutherland-Leveson-Gower, 4. książę Sutherland
- 1913–1963: George Granville Sutherland-Leveson-Gower, 5. książę Sutherland
- 1963–2000: John Sutherland Egerton, 6. książę Sutherland
- 2000 -: Francis Ronald Egerton, 7. książę Sutherland

Następca 7. księcia Sutherland: James Granville Egerton, markiz Stafford